# Wasilij Szpundow
Wasilij Szpundow (ur. 13 stycznia 1965) – radziecki kolarz torowy i szosowy, brązowy medalista torowych mistrzostw świata.

## Kariera
Największy sukces w karierze Wasilij Szpundow osiągnął w 1985 roku, kiedy wspólnie z Wiaczesławem Jekimowem, Aleksandrem Krasnowem i Maratem Ganiejewem zdobył brązowy medal w drużynowym wyścigu na dochodzenie podczas mistrzostw świata w Bassano. Startował także w wyścigach szosowych, jego największe sukcesy to drugie miejsca w klasyfikacjach generalnych Tour d'Egypte w 1986 roku i Tour du Maroc w 1987 roku. Nigdy nie startował na igrzyskach olimpijskich.